# Sullivan (Indiana)
Sullivan város az USA Indiana államában. Lakosainak száma 4264 fő (2020. április 1.).

## Népesség
A település népességének változása:

| 2010 | 4 249 |
| 2020 | 4 264 |